# 左旋栗蜗牛
左旋栗蝸牛（学名：Satsuma pekanensis）为南亞蝸牛科栗蝸牛屬下的一个种。
- 常栖息在为落叶覆盖较为潮湿的腐殖质土底[2]。

## 外部連結
- 維基物種上的相關：左旋栗蝸牛